# 打上花火
《打上花火》（日语：／ uchiage hanabi */?）是日本歌手DAOKO的單曲，由TOY'S FACTORY於2017年8月16日發行。同名歌曲打上花火以「DAOKO×米津玄師」的名義發行，其演唱者米津玄師包辦詞曲創作和製作。這首歌被選為新房昭之執導的動畫電影《煙花》的主題曲。
這首歌獲得多位音樂評論家的正面評價。一位評論家認為這首歌是繼《你的名字》主題曲前前前世之後又一首非常出色的歌曲。商業方面，打上花火獲得Billboard Japan Hot 100和Hot Animation冠軍，特別是在Hot Animation榜上，打破了連續冠軍的紀錄，並且連續兩年贏得了年度榜冠軍。歌曲獲頒日本唱片協會金唱片大獎年度下載歌曲以及兩次雙白金唱片認證，後者代表在日本累計超過50萬次下載量、2億次串流點聽。

## 製作與發行
同名歌曲是首蘊含夏日悲傷的抒情歌曲，時長4分49秒，以
拍的升F大調創作，每分鐘96拍。DAOKO、米津玄師兩人以「DAOKO×米津玄師」的名義演唱，後者負責詞曲創作、製作，是新房昭之執導的動畫電影《煙花》的主題曲。起初，打上花火計畫由DAOKO演唱，但電影製作人川村元氣認為米津玄師也很適合，並讓兩人共同演唱。為配合歌曲主題和米津玄師的創作理念，DAOKO決定以輕鬆、平靜的方式演繹。米津玄師認為更乾淨的歌聲反而襯托出歌曲的悲傷。
同為電影插曲的Forever Friends，是原作同名電視劇主題曲。這也是DAOKO首次翻唱和使用英文填詞。接受採訪時，DAOKO表示用像日本人唱英文歌的方式更能傳遞出情感和個人特色。音樂錄影帶由岩井俊二執導，於原作同名電視劇的取景地拍攝。收錄曲Forever Friends於2017年8月2日在數位平台搶先發行。
單曲《打上花火》於2017年8月16日透過TOY'S FACTORY發布，分為初回限定盤（規格編號：TFCC-89631）和通常盤（規格編號：TFCC-89632）兩種形式。初回限定盤除了有《煙花》動畫CD封面，還附贈「DAOKO "青色時代" TOUR 2016.9.22 at 赤坂BLITZ」的演唱會DVD，通常盤則加收Cinderella step。打上花火和Cinderella step後來被收錄至DAOKO於2017年12月20日發行的專輯《THANK YOU BLUE》中。除了兩人合唱的版本，米津玄師2017年的專輯《BOOTLEG》和DAOKO 2018年的《私的旅行》亦收錄打上花火獨唱版本。

## 專業評價
打上花火獲得多位音樂評論家的肯定。日本KKBOX編輯將其譽為「點亮夏夜的18首煙火名曲」之一。音樂網站Skream!的諏佐美友評論道「這首歌用悲傷的鋼琴旋律和清晰柔和的聲音表現了夏夜綻放的煙火美麗而短暫的樣子」。《ROCKIN'ON JAPAN》的古河晉認為，DAOKO夢幻般的歌聲和米津玄師展現的粗糙感聲音形成了強烈對比，這與電影中男女主角儘管都處於青春期，但成熟度不同存在關聯。他評論道「旋律和聲音巧妙地表現了一種像煙火般的時間感一樣，在慵懶和焦躁之間燃燒生命」。動畫新聞網的金·莫里西（Kim Morrissy）給予歌曲好評，並讚揚DAOKO不同以往的唱法，溫柔且憂鬱的歌聲烘托出電影的情感。
綜合文化網站Real Sound的森朋之表示，這首歌將成為DAOKO的重要轉折點。他評論道「在音樂上，這首歌以優美而細膩的鋼琴旋律開始，然後混合了古典弦樂和尖銳的電子音，在這首歌曲中，DAOKO和米津玄師共同演唱了一段歌詞。歌詞與電影情節緊密相關，具有普遍感染力的旋律以及具有創新質感的聲音完美地並存，使它有可能成為2017年的象徵性音樂作品，就像2016年的前前前世（RADWIMPS）一樣」。《ROCKIN'ON JAPAN》的兵庫慎司也將其評為繼前前前世之後又一首非常出色的歌曲，並評論道「特別是那段舉世聞名的副歌片段令人驚嘆」。

## 商業表現
打上花火首次亮相在日本公告牌Hot Animation冠軍和Japan Hot 100第3名。隔週歌曲排名上升至第2，其中下載量、串流量和影片觀看次數排名第1名，廣播排名第2名，單曲銷量排名第11名。特別是該影片的觀看次數已超過480萬次，與長期維持冠軍的TWICETT以200萬次的觀看次數差距位居第1名。延續其勢頭，打上花火憑藉每週約747.4萬次的影片觀看次數奪得Japan Hot 100冠軍（對比觀看次數第2名的TT，觀看次數約246.7萬次）。雖然歌曲下週跌落亞軍，仍維持位置3週，並在上榜第7週重返冠軍。歌曲亦在發行當週以10,743份銷量空降Oricon公信榜單曲排行榜第9名。
打上花火連續是日本公告牌2017年度Hot Animation排行冠軍和Japan Hot 100排行季軍，優異的成績也讓它蟬聯第2年Hot Animation排行冠軍。這首歌在日本累計超過50萬次下載量、2億次串流點聽，獲頒日本唱片協會雙白金唱片認證。

## 收錄歌曲
| 通常盤   | 通常盤                             | 通常盤   | 通常盤             | 通常盤 |
| 曲序     | 曲目                               | 词曲     | 编曲               | 时长   |
| -------- | ---------------------------------- | -------- | ------------------ | ------ |
| 1.       | 打上花火（「DAOKO×米津玄師」名義） | 米津玄師 | 米津玄師、田中隼人 | 4:49   |
| 2.       | Forever Friends                    | REMEDIOS | 神前曉             | 4:08   |
| 3.       | Cinderella step                    | DAOKO    | 江島啓一           | 4:02   |
| 总时长： | 总时长：                           | 总时长： | 总时长：           | 12:59  |

| 初回限定盤 CD | 初回限定盤 CD                      | 初回限定盤 CD | 初回限定盤 CD      | 初回限定盤 CD |
| 曲序          | 曲目                               | 词曲          | 编曲               | 时长          |
| ------------- | ---------------------------------- | ------------- | ------------------ | ------------- |
| 1.            | 打上花火（「DAOKO×米津玄師」名義） | 米津玄師      | 米津玄師、田中隼人 | 4:49          |
| 2.            | Forever Friends                    | REMEDIOS      | 神前曉             | 4:08          |
| 总时长：      | 总时长：                           | 总时长：      | 总时长：           | 8:57          |

| DVD  | DVD                         |
| 曲序 | 曲目                        |
| ---- | --------------------------- |
| 1.   | INTRO                       |
| 2.   | JK                          |
| 3.   |                             |
| 4.   |                             |
| 5.   |                             |
| 6.   |                             |
| 7.   | FASHION                     |
| 8.   | 水星                        |
| 9.   |                             |
| 10.  | BOY                         |
| 11.  | Fog                         |
| 12.  | Interlude                   |
| 13.  |                             |
| 14.  |                             |
| 15.  | ME！ME！ME！ feat.daoko_pt1 |
| 16.  | ShibuyaK                    |
| 17.  |                             |
| 18.  | BANG! (EN)                  |
| 19.  | OUTRO                       |

## 來源
1. ↑  . PRTIMES. 2018-02-27  [2024-03-21]. （原始内容存档于2024-03-21） （日语）.
2. 1 2  柴那典. . ナタリー. 2017-08-17: 2  [2019-06-29]. （原始内容存档于2019-06-29） （日语）.
3. ↑  . musicstax.com.   [2024-03-21]. （原始内容存档于2024-03-21） （英语）.
4. ↑  柴那典. . ナタリー. 2017-08-17: 1  [2019-12-06]. （原始内容存档于2019-12-06） （日语）.
5. ↑  . ORICON NEWS. 2017-06-28  [2024-03-19]. （原始内容存档于2017-06-28） （日语）.
6. 1 2  柴那典. . ナタリー. 2017-08-17: 3  [2019-12-06]. （原始内容存档于2019-12-06） （日语）.
7. 1 2  . リスアニ！. 2017-08-02  [2020-12-16]. （原始内容存档于2020-12-16） （日语）.
8. ↑  . Billboard Japan (阪神コンテンツリンク,プランテック,Prometheus Global Media). 2017-08-02  [2019-05-07]. （原始内容存档于2019-05-07） （日语）.
9. 1 2  . TOWER RECORD. 2017-08-16  [2024-03-20]. （原始内容存档于2018-08-07） （日语）.
10. 1 2  . TOWER RECORD. 2017-08-16  [2017-08-27]. （原始内容存档于2017-08-30） （日语）.
11. ↑  . Billboard Japan (阪神コンテンツリンク,プランテック,Prometheus Global Media). 2017-11-06  [2024-03-19]. （原始内容存档于2021-02-08） （日语）.
12. ↑  . Billboard Japan (阪神コンテンツリンク,プランテック,Prometheus Global Media). 2017-09-29  [2019-05-06]. （原始内容存档于2019-05-06） （日语）.
13. ↑  . Billboard Japan (阪神コンテンツリンク,プランテック,Prometheus Global Media). 2018-10-17  [2024-03-21]. （原始内容存档于2024-03-21） （日语）.
14. ↑  KKBOX編集室. . KKBOX. 2023-07-14  [2024-03-21]. （原始内容存档于2024-03-21） （日语）.
15. ↑  諏佐美友. . Skream!. 2017-09  [2024-03-19]. （原始内容存档于2023-09-29） （日语）.
16. ↑  古河晋. . ロッキング・オン. 2017-08-19  [2024-03-19]. （原始内容存档于2019-04-11） （日语）.
17. ↑  Morrissy, Kim. . Anime News Network. 2017-08-23  [2018-11-06]. （原始内容存档于2018-11-06） （英语）.
18. ↑  森朋之. . Real Sound. 2017-08-15  [2024-03-19]. （原始内容存档于2019-04-11） （日语）.
19. ↑  兵庫慎司. . ロッキング・オン. 2017-08-16  [2024-03-19]. （原始内容存档于2019-04-11） （日语）.
20. ↑  . Billboard Japan.   [2017-08-19]. （原始内容存档于2017-08-19） （日语）.
21. ↑  . Billboard Japan (阪神コンテンツリンク,プランテック,Prometheus Global Media). 2017-08-16  [2024-03-19]. （原始内容存档于2024-03-19） （日语）.
22. ↑  . Billboard Japan.   [2017-08-16]. （原始内容存档于2017-08-16） （日语）.
23. ↑  . Billboard Japan (阪神コンテンツリンク,プランテック,Prometheus Global Media). 2017-08-23  [2024-03-19]. （原始内容存档于2024-03-19） （日语）.
24. ↑  . Billboard Japan.   [2017-08-24]. （原始内容存档于2017-08-24） （日语）.
25. ↑  . Billboard Japan (阪神コンテンツリンク,プランテック,Prometheus Global Media). 2017-08-30  [2024-03-19]. （原始内容存档于2024-03-19） （日语）.
26. ↑  . Billboard Japan.   [2017-09-09]. （原始内容存档于2017-09-09） （日语）.
27. ↑  . Billboard Japan (阪神コンテンツリンク,プランテック,Prometheus Global Media). 2017-09-20  [2017-09-21]. （原始内容存档于2017-09-21） （日语）.
28. ↑  . Billboard Japan (阪神コンテンツリンク,プランテック,Prometheus Global Media). 2017-09-27  [2024-03-19]. （原始内容存档于2024-01-01） （日语）.
29. ↑  Billboard Japan. . Billboard. 2017-09-28  [2022-10-01]. （原始内容存档于2022-10-01） （英语）.
30. ↑  . Billboard Japan.   [2017-10-09]. （原始内容存档于2017-10-09） （日语）.
31. ↑  . Oricon.   [2017-08-28]. （原始内容存档于2017-08-28） （日语）.
32. ↑  . Billboard Japan (阪神CONTENTS LINK, PLANTEC, Prometheus Global Media). 2017-12-08  [2017-12-08]. （原始内容存档于2019-08-02） （日语）.
33. ↑  . Billboard Japan (阪神CONTENTS LINK, PLANTEC, Prometheus Global Media). 2017-11-26  [2018-07-28]. （原始内容存档于2018-07-28） （日语）.
34. ↑  . Billboard Japan (阪神CONTENTS LINK, PLANTEC, Prometheus Global Media). 2018-11-25  [2019-01-19]. （原始内容存档于2018-12-10） （日语）.
35. ↑  . PRTIMES. 2018-02-20  [2024-03-22]. （原始内容存档于2024-03-22） （日语）.
36. ↑  . PRTIMES. 2023-09-27  [2024-03-22]. （原始内容存档于2024-03-22） （日语）.